# بخيت الرشيدي
بخيت الرشيدي (1957 -)؛ سياسي كويتي، شغل منصب وزير النفط ووزير الكهرباء والماء (2017) - (2018) ، كما شغل سابقا منصب رئيس شركة بترول الكويت العالمية.

## عن حياته
ولد بخيت شبيب بخيت الرشيدي بالكويت عام (1957) وحاصل على بكالوريوس الهندسة الكيميائية عام 1982 . تقلد رئاسة شركة بترول الكويت العالمية ومنصب الرئيس التنفيذي في شركة كي بي سي هولدينجز (أوروبا) ، كما عين رئيسا لمجلس إدارة الاتحاد الخليجي للتكرير (البحرين) عام 2016 وحتى الآن ويتمتع بعضوية مجلس إدارة الشركة الأولى للتسويق المحلي للوقود، وكان عضو مجلس إدارة شركة نفط الكويت ما بين عامي 2011 و 2012 ، وشارك في العديد من المؤتمرات والمنتديات العالمية كمتحدث رئيسي ممثلا لقطاع التكرير في دولة الكويت فيما يخص الخطة الاستراتيجية طويلة المدى.

## خبرته النفطية
لديه خبر 30 عام في مجال التكرير وقطاع النفط الكويتى، بعد عودته للكويت التحق بالعمل بشركة البترول الوطنية الكويتية حيث أن معظم خبراته وحياته الوظيفية في تلك الشركة، حيث تدرج في المناصب داخل تلك الشركة حتى أصبح أحد القيادات الكبيرة بها حيث قاد عدة مجالات فيها مثل التخطيط التشغيلى والتخطيط المؤسسى وادارة الخدمات التقنية.